# Forschungs- und Dokumentationszentrum Chile-Lateinamerika
Koordinaten: 52° 29′ 33,1″ N, 13° 23′ 17,5″ O
Das Forschungs- und Dokumentationszentrum Chile-Lateinamerika (FDCL) ist ein gemeinnütziger Verein, der 1974, ein Jahr nach dem Putsch in Chile, beim „lateinamerikanischen 11. September“, in Berlin gegründet wurde und seit Anfang der 1980er Jahre im Berliner Mehringhof ansässig ist. Er beschäftigt sich mit Solidaritätsarbeit für Lateinamerika und entsprechender Bildungs-, Öffentlichkeits- und Lobbyarbeit.

## Arbeitsbereiche und Zusammenarbeit
Das FDCL verfügt über ein auf Lateinamerika spezialisiertes Archiv, das zusammen mit weiteren Dritte-Welt-Archiven den Archiv3-Verbund bildet. Des Weiteren organisiert das FDCL im Rahmen seiner menschenrechtlichen und entwicklungsbezogenen Bildungs- und Öffentlichkeitsarbeit zu Lateinamerika und der Karibik Veranstaltungen, Seminare, Tagungen sowie Kampagnen. Die Publikationen des FDCL erscheinen unter den ISBNs: 3-923020-xy-z.
Das FDCL hat eine internationalistische Grundorientierung und versteht sich als Teil der bundesdeutschen Solidaritäts- und der weltweiten globalisierungskritischen Bewegung. Unter dem regionalen Fokus Lateinamerika und Karibik beschäftigt es sich mit den verschiedenen Aspekten der Globalisierung und den internationalen Rahmenbedingungen für Entwicklung im Kontext des so genannten Nord-Süd-Verhältnisses.
Seit seiner Gründung ist das FDCL mit den Lateinamerika Nachrichten verbunden, einer monatlich erscheinenden Zeitschrift.

## Veröffentlichungen
- Forschungs- und Dokumentationszentrum Chile-Lateinamerika (Hrsg.): Amazonien: Stadt, Land, Fluss : das größte zusammenhängende Regenwaldgebiet der Erde zwischen Schutz und Nutzung, herausgegeben von Aktionsgemeinschaft Solidarische Welt ASW / Forschungs- und Dokumentationszentrum Chile-Lateinamerika FDCL, Berlin 2009, ISBN 978-3-923020-45-4.